# Château de Mandilhac
 (juin 2024).
Si vous disposez d'ouvrages ou d'articles de référence ou si vous connaissez des sites web de qualité traitant du thème abordé ici, merci de compléter l'article en donnant les références utiles à sa vérifiabilité et en les liant à la section « Notes et références ».
Le château de Mandilhac ou Madillac est un château disparu qui était situé à Thérondels dans la partie aveyronnaise du Carladez.

## Description
Des vestiges subsistent sur une motte près du village.

## Historique
Mandilhac est un fief mentionné en 1010 lors du partage de la vicomté de Carlat par Agnès de Mels, veuve de Gilbert Ier, vicomte de Carlat, entre ses trois fils.

### Famille de Monteils
- Jehan de Monteilh, sieur de Mandilhac, fils d'autre Jean et de Catherine d'Ordou, est mort à Mur-de-Barrez le 23 mai 1615. On lui connaît pour fils :
- Géraud de Monteilh, seigneur de Nadaillac, qui s'est marié le 15 juillet 1624 avec Jeanne de Pouzols, fille de Jean seigneur de Pouzol sur le Goul et de Jeanne d'Yzarn de Freissinet ;
- Bernardin de Monteils, seigneur de Mandilhac, Ladinhac, Labrejhat, était conseiller du roi, juge au présidial de la sénéchaussée de Rouergue à Villefranche. De son mariage avec sa cousine Anne de Monteil, dame de l'Espinasse, il a eu quatre filles et un fils, dont :
  - Marianne de Monteils (1640-1693), mariée en 1669 avec Étienne de Solacque, fils de François de Solacque, conseiller du roi et son conseiller au siège de Carladez à Mur et de Catherine d'Auzac,
  - Françoise de Monteilh, mariée avec Jean Verdier, juge d'appeaux et lieutenant général au bailliage de Vic-en-Carladez (+1632),
  - Marguerite de Mandilhac, mariée en 1679 avec Antoine Verdier, qui suit :
  - Guillaume de Monteilh (1654-1726), marié en 1692 à Villefranche-de-Rouergue avec Catherine du Rieu (1655-1728), fille de Jean du Rieu et d'Angélique de Roux. Ils eurent deux fils prénommés Bernardin :
    - Bernardin de Monteilh (11696-1761), seigneur de Septfonds, marié en 1726 avec Marie de Pouzols, fille de Jacques, seigneur de Garrigues, et Marie de Grenier de Pleaux; la sœur de Marie, Louise de Pouzols, épousera en 1731 Jean-François de Chapt de Rastinhac (1682-1752), seigneur de Messilhac. Ils ont eu au moins deux enfants: Antoinette de Monteilh, qui est la mère de Antoine Bernardin Fualdès (1761-1817), assassiné dans des conditions mystérieuses; et Bernardin Monteilhe de Septfons, marié avec Marie-Théreze Delpech-Delperié, fille de François Delpech, capitaine de dragons.
    - Bernadin de Monteilh de Ladinhac (1706-1775/), baron de Roussy, grand-père de Bernardin-Augustin de Monteilh de Ladinhac (1775-1843), maire de Mur-de-Barrez ;
- Marguerite de Monteilh, dame de Mandilhac, a épousé en 1679 Antoine de Verdier, conseiller du roi et juge royal à Mur-de-Barrez, veuf d'Antoinette d'Humières (1651-1678). Ils ont deux fils :
  - Jérôme de Verdier de Mandilhac, qui suit,
  - Basile de Verdier, seigneur de Fraisse, marié à Jeanne de Conilhergues ;

### Famille de Verdier de Mandilhac
- Jérôme de Verdier de Mandilhac, secrétaire du roi, trésorier de France de la Généralité de Montauban, général des finances, marié :
  - en 1709 à Marie-Anne de Balsac de Firmy (1691-1715), fille d'André de Balsac, seigneur de la baronnie de Pinet, et de Marie de la Tieule, baronne de Firmy, dont deux filles sans mariée sans postérité connue.
  - en 1720 avec Antoinette de Pélamourgue, fille de Jean-Félix Pélamourgue, seigneur du Pouget, et de Marie Brunenc; ils eurent huit enfants, dont :
    - Jean-Antoine de verdier d'Aubusson, avocat en parlement, marié en 1745 à Mur avec Gabrielle de Rocher de Sestrières. leur fils Paul de verdier d'Aubusson (1757-1842), juge de paix, a été maire de Mur-de-Barrez.
    - Guillaume-Jean-Philippe de Verdier (1725-1813, qui suit ;
    - Antoinette Marguerite de Verdier de Mandilhac
    - Louise de Verdier de Mandilhac (1731-1801), mariée en 1756 avec Jean-Joseph Vidal de Saint-Urbain; Ils sont les parents du botanistes Jean-Baptiste Vidal de Saint-Urbain (1770-1850), dernier des neuf enfants.
    - Cécile-Luce de Verdier de Mandilhac,
    - Jeanne-Crispine de Verdier (1736-1790), mariée le 19 janvier 1761 avec Louis-Balthazar de Gaches de Venzac (1731-1782), lieutenant aux grenadiers de France,
- Guillaume-Jean-Philippe de Verdier de Mandilhac (1725-1813), seigneur de Mandilhac, trésorier de France, s'est marié le 29 août 1758 avec Marie de Gaches de Venzac (1734-1799). Ils eurent trois enfants, dont 
  - Jérôme-Marcellin de Verdier de Mandilhac (1759-1833), héritier et seigneur du château de Valon, marié en 1783 à Jeanne Delpech del Perié, puis en 1814 à Catherine Pagès des Huttes ;
  - Marie de Verdier de Valon, mariée en 1782 avec Raymond de Bancarel (1753-1830), seigneur d'Yars.
  - Delphine de Verdier de Mandilhac, mariée à Paulin Mazars. Elle hérite de son frère, mort sans enfants, le château de Valon. Leur fils Philippe de Bancarel d'Hyars (1784-1857), fut conseiller général de l'Aveyron.

- la famille porte : Parti : au 1 d'or à trois arbres arrachés de sinople, au chef d'azur chargé d'un croissant d'argent accosté de deux étoiles d'or; au 2 de gueules à trois coquilles d'argent posées 2 et 1; au chef d'azur chargé d'une fleur de lys accostée de deux étoiles d'argent.